# عقد 560 هـ
عقد 560 هـ هو الفترة بين عام 560 إلى 569 في التقويم الهجري، أي العشر سنوات السابعة من القرن السادس الهجري.